# مدیسون (روستا)
مدیسون (به انگلیسی: Madison) یک روستا در ایالات متحده آمریکا است که در شهرستان مدیسون، نیویورک واقع شده‌است. مدیسون ۱٫۳ کیلومتر مربع مساحت و ۳۰۵ نفر جمعیت دارد و ۳۶۷ متر بالاتر از سطح دریا واقع شده‌است.